# Bezirk Stryj

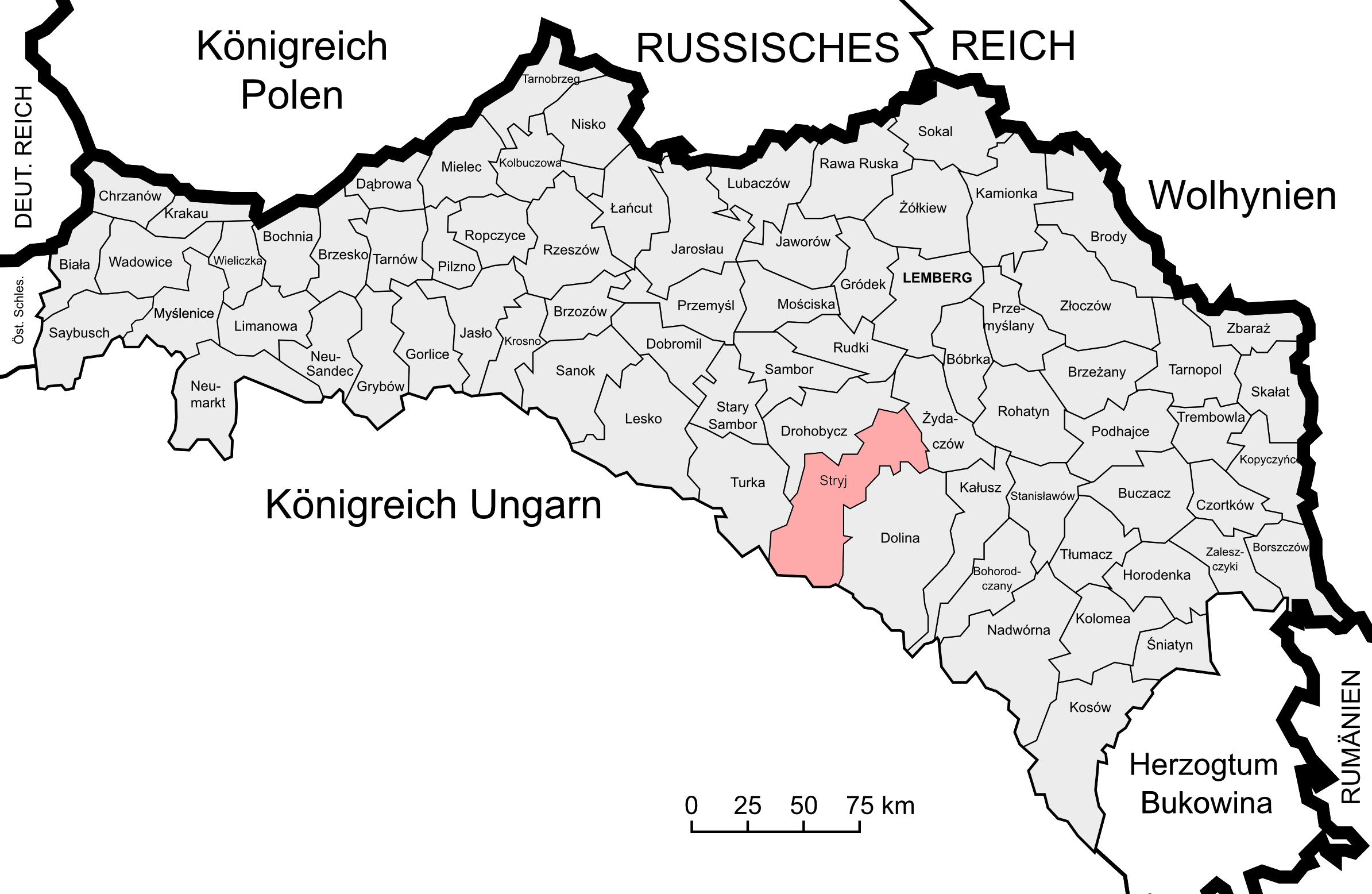
Lage des Bezirks Stryj im Kronland Galizien und Lodomerien

Der Bezirk Stryj war ein politischer Bezirk im Kronland Galizien und Lodomerien. Sein Gebiet umfasste Teile Ostgaliziens in der heutigen Westukraine (Oblast Lwiw, Rajon Stryj), Sitz der Bezirkshauptmannschaft war die Stadt Stryj. Nach dem Ersten Weltkrieg musste Österreich den gesamten Bezirk an Polen abtreten.
Er grenzte im Nordosten und Osten an den Bezirk Żydaczów, im Süden an den Bezirk Dolina, im Westen an den Bezirk Skole sowie im Nordwesten an den Bezirk Drohobycz.

## Geschichte
Ein Vorläufer des späteren Bezirks (Verwaltungs- und Justizbehörde zugleich) wurde zum Ende des Jahres 1850 geschaffen, die Bezirkshauptmannschaft Stryi war dem Regierungsgebiet Lemberg unterstellt und umfasste folgende Gerichtsbezirke:
- Gerichtsbezirk Stryi
- Gerichtsbezirk Żydaczow
- Gerichtsbezirk Skole
- Gerichtsbezirk Synowucko Wyzsze

Nach der Kundmachung im Jahre 1854 kam es am 29. September 1855 zur Einrichtung des Bezirksamtes Stryj (weiterhin für Verwaltung und Gerichtsbarkeit zuständig) innerhalb des Kreises Stryj.
Nachdem die Kreisämter Ende Oktober 1865 abgeschafft wurden und deren Kompetenzen auf die Bezirksämter übergingen, schuf man nach dem Österreichisch-Ungarischen Ausgleich 1867 auch die Einteilung des Landes in zwei Verwaltungsgebiete ab. Zudem kam es im Zuge der Trennung der politischen von der judikativen Verwaltung zur Schaffung von getrennten Verwaltungs- und Justizbehörden. Während die gerichtliche Einteilung weitgehend unberührt blieb, fasste man Gemeinden mehrerer Gerichtsbezirke zu Verwaltungsbezirken zusammen.
Der neue politische Bezirk Stryj wurde aus folgenden Bezirken gebildet:
- Bezirk Stryj (mit 44 Gemeinden)
- Bezirk Skole (mit 48 Gemeinden)
- Teilen des Bezirks Bolechów (Gemeinden Dzieduszyce Wielkie, Morszyn, Sokolów, Gelsendorf mit Nowe-Olexiniec und Łany)

Der Bezirk Stryj bestand bei der Volkszählung 1910 aus 56 Gemeinden sowie 46 Gutsgebieten und umfasste eine Fläche von 659 km². Hatte die Bevölkerung 1900 noch 66.737 Menschen umfasst, so lebten hier 1910 80.211 Menschen. Auf dem Gebiet lebten dabei mehrheitlich Menschen mit ruthenischer Umgangssprache (77 %) und griechisch-katholischem Glauben, Juden machten rund 11 % der Bevölkerung aus.
Am 1. Jänner 1911 wurde der Gerichtsbezirk Skole aus dem politischen Bezirk ausgegliedert und in einen eigenständigen Bezirk Skole eingegliedert.

## Ortschaften
Auf dem Gebiet des Bezirks bestand 1910 Bezirksgerichte in Stryj und Skole (ab 1. Jänner 1911 eigenständiger Bezirk), diesen waren folgende Orte zugeordnet:
Gerichtsbezirk Stryj:
- Bereźnica
- Bratkowee bestehend aus den Ortsteilen Bratkowce und Slobudka
- Brigidau
- Chodowice
- Chromohorb
- Daszawa
- Dobrowlany
- Dobrzany
- Dołhe
- Dolholuka
- Duliby
- Dzieduszyce Małe
- Dzieduszyce Wielkie
- Falisz
- Gelsendorf bestehend aus den Ortsteilen Gelsendorf und Oleksice Nowe
- Grabowiec Stryjski
- Hołobutów
- Hurnie
- Kawczy Kąt
- Kawsko
- Kłodnica
- Komarów
- Koniuchów
- Łany Sokołowskie
- Lisiatycze
- Łotatniki
- Lubieńce
- Łukawica Niżna
- Łukawica Wyżna
- Manasterzec
- Morszyn
- Nieżuchów
- Oleksice bestehend aus den Ortsteilen Jaroszyce und Oleksice Stare
- Pietniczany bestehend den Ortsteilen Pietniczany und Wolica
- Podhorce
- Pukienicze
- Rozhurcze
- Siechów
- Siemiginów
- Sokołów
- Stańków
- Stryhańce
- Stadt Stryj
- Strzałków
- Tatarsko
- Uhełna
- Uhersko
- Wierczany
- Wola Dołhołucka
- Wownia
- Zawadów
- Żulin

Gerichtsbezirk Skole:
- Annaberg
- Chaszczowanie
- Felizienthal bestehend aus den Ortsteilen Felizienthal und Smorze Górne
- Grabowiec Skolski
- Hołowiecko
- Hrebenów
- Hutar
- Jamielnica
- Jelenkowate
- Kalne
- Karlsdorf
- Klimiec
- Korczyn Rustykalny
- Korczyn Szlachecki
- Korostów
- Koziowa
- Kruszelnica Rustykalny
- Kruszelnica Szlachecka
- Ławoczne
- Libochora
- Międzybrody
- Oporzec
- Orawa
- Orawczyk
- Pławie
- Pobuk
- Podhorodce
- Pohar
- Rożanka Niżna
- Rożanka Wyżna
- Ryków
- Markt Skole beatehend aus den Ortsteilen Skole Miasto und Skole Wieś
- Sławsko
- Smorze Dolne
- Smorze Miasteczko
- Sopot
- Stynawa Niżna
- Stynawa Wyżna
- Synowódzko Niżne
- Synowódzko Wyżne
- Tarnawka
- Truchanów
- Tuchla
- Tucholka
- Tysowiec
- Tyszownica
- Urycz
- Wołosianka
- Wyżlów
- Żupanie